# Soil & "Pimp" Sessions
Soil & "Pimp" Sessions (стилизованное написание SOIL&"PIMP"SESSIONS) — японский джазовый квинтет сформированный в Токио в 2001 году. Играют различные формы джаза, сами описывают свою музыку термином «death jazz» (с англ. — «смертельный джаз»).

## История
Своё начало коллектив берёт с того, что Сятё и Табу Зомби стали устраивать сессии в токийских клубах, играя на инструментах во время сета диджеев. Постепенно к ним присоединились и другие участники впоследствии сформировавшие группу и начавшие выступать без диджеев.
Группа не осталась незамеченной и в 2003 году была приглашена на Fuji Rock Festival, где была хорошо принята. После фестиваля на группу посыпались предложения от лейблов, коллектив заключил контракт с Victor Entertainment. Летом 2004 года увидел свет дебютный мини-альбом группы Pimpin. Мини-альбом был коммерчески успешен и уже в начале 2005 года группа выпустила первый студийный альбом Pimp Master. Альбом оказался успешен, а группа замечена за границей, композиции «Waltz For Goddess» и «A Wheel Within a Wheel» попали в эфир британского BBC Radio 1.
Летом 2005 года группа выпустила второй мини-альбом Summer Goddess и была приглашена впервые дать концерты за границей. Ведущий BBC Radio 1 пригласил коллектив в Лондон, а Jazzanova в Берлин. Остаток года группа провела в турах по Европе и Японии. Также приняли участие в Gilles Peterson Worldwide Awards 2005, где получили награду John Peel Play More Jazz Award.
В 2006 году группа выпустила второй полноценный альбом Pimp of the Year, а их прошлый альбом Pimp Master вышел в Европе на лейбле Brownswood Recordings. Группа продолжила туры по Европе, в этот раз посетив Великобританию, Германию, Италию, Францию, Бельгию, Сербию, Хорватию и Словакию, также приняв участие в джазовом фестивале в Монтрё.
В марте 2007 года был выпущен третий альбом Pimpoint, а композиция «Paraíso» стала открывающей темой аниме-сериала Michiko to Hatchin.
В 2007 году Дзёсэй, Акита Голдман и Мидорин сформировали сторонний проект «J.A.M». В этой группе они играть другую музыку, кроме джаза в их репертуаре есть хаус и хип-хоп. Всего в этом составе они выпустили три альбома, первый из которых Just A Maestro вышел в 2008 году.
В 2009 году Soil & "Pimp" Sessions выпустили альбом 6, а в 2010 альбом "SOIL&"PIMP"SESSIONS Presents STONED PIRATES RADIO" содержащий кавер-версии известных песен сыгранные в стиле группы, среди них «Mack the Knife», «Beat It» и «Imagine».
Следующий альбом получил название MAGNETIC SOIL и вышел в октябре 2011 года. В августе 2013 года вышел альбом Circles, в его записи приняли участие приглашённые исполнители, такие как Miyavi, Бонни Пинк и Ринго Сиина.
После перерыва, группа вернулась уже без саксофониста Мотохару.

## Состав
| Состав группы | Состав группы | Состав группы | Состав группы | Состав группы | Состав группы |
| ------------- | ------------- | ------------- | ------------- | ------------- | ------------- |
| Сятё          | Табу Зомби    | Дзёсэй        | Акита Голдман | Мидорин       | Мотохару      |
| Сятё          | Табу Зомби    | Дзёсэй        | Акита Голдман | Мидорин       | Мотохару      |

### Текущий состав
- Сятё (яп. 社長)
- Табу Зомби (яп. タブゾンビ) — труба
- Дзёсэй (яп. 丈青) — фортепиано, клавишные инструменты
- Акита Голдман (яп. 秋田ゴールドマン) — контрабас
- Мидорин (яп. みどりん) — ударные инструменты

### Бывшие участники
- Мотохару (яп. 元晴) — саксофон

## Дискография
- Pimpin'  (2004)
- Pimp Master (2005)
- Summer Goddess (2005)
- Pimp of the Year (2006)
- Pimpoint (2007)
- Planet Pimp (2008)
- Live Session EP (2008)
- 6 (2009)
- Stoned Pirates Radio (2010)
- Magnetic Soil (2011)
- Circles (2013)
- Brothers & Sisters (2014)
- A Night in South Blue Mountain (2015)
- Black Track (2016)
- Music from and inspired by Hello Harinezumi (2017)
- Dapper (2018)